# Скретч (язык программирования)
Скретч (англ. Scratch, МФА [skræʧ]) — визуально-блочная событийно-ориентированная среда программирования, созданная для детей и подростков. Название произошло от слова scratching — техники, используемой хип-хоп-диджеями, которые крутят виниловые пластинки вперёд-назад руками для того, чтобы смешивать музыкальные темы.
Он создан как продолжение идей языка Лого и конструктора Лего. Скретч 1.4 был написан на языке Squeak, 2.0 и 3.0 ориентированы на работу онлайн. Scratch 2.0 был переписан на Flash и ActionScript. Скретч 3.0 (текущая версия) является улучшенной версией Скретч 2.0 и сделана на HTML5 с использованием движка WebGL, что даёт ему возможность работать на мобильных устройствах и планшетах. Скретч разрабатывается небольшой командой программистов для детей в Массачусетском технологическом институте. Текущая версия — Скретч 3.0, выпущена в январе 2019 года.
В 2008 году Скретч был транслирован для микроконтроллерного модуля Arduino. Проект носит название S4A.
Программы на Скретче состоят из графических блоков, подписи к которым зависят от выбранного для интерфейса языка. Может быть выбран один из 50 языков интерфейса, в том числе русский. Для подключения интерфейса на новом языке используются стандартные gettext-файлы.

## Программирование
Основными компонентами скретч программы являются объекты-спрайты. Спрайт состоит из графического представления — набора кадров-костюмов (англ. costume), набора звуков и сценария-скрипта. Для редактирования костюмов спрайтов в скретч встроен графический редактор (англ. Paint Editor). Действие Скретч-программы происходит на сцене (англ. stage) размером 480×360 (условных) пикселей с центром координат в середине сцены. Сцена обладает собственным набором фонов (англ. backdrop), звуков и может исполнять собственные скрипты.
Для программирования сценариев в Скретче используется drag-and-drop-подход: блоки из палитры блоков перетаскиваются в область скриптов.
По функциональному назначению блоки делятся на 10 групп, принадлежность блока к той или иной группе обозначается его цветом.
| Категория | Категория                      | Примечание |
| --------- | ------------------------------ | --- |
|           | Движение (англ. Motion)        | Вкладка, которая управляет движением спрайта (недоступны для использования в скриптах сцены) |
|           | Внешний вид (англ. Looks)      | Вкладка, которая управляет внешностью спрайта |
|           | Звук (англ. Sound)             | Вкладка, которая управляет звуком спрайта/фона |
|           | События (англ. Events)         | Проверка наличия событий, отправка сигналов ко всем спрайтам/фону |
|           | Управление (англ. Control)     | Вкладка, которая отвечает за конструкции, заголовки обработчиков событий, циклы, создание клонов спрайтов |
|           | Сенсоры (англ. Sensing)        | Вкладка опроса устройств ввода, таймер и имя участника |
|           | Операторы (англ. Operators)    | Арифметико-логические операции |
|           | Переменные (англ. Variables)   | Раздел для управления переменными и списками |
|           | Другие блоки (англ. My Blocks) | Могут быть созданы, как переменные и списки. Представляют собой функции, могут принять набор численных, текстовых и булевых аргументов. Также позволяют исполнять циклы за один кадр (исполнение циклов задерживается на кадр после каждой итерации в стандартном скрипте) |
|           | Расширения (англ. Extensions)  | Вкладка, которая добавляет новые расширения, такие, как: музыка, перо, видео распознавание, текст в речь, переводчик, Makey Makey, micro: bit, LEGO MINDSTORMS EV3 и LEGO Education WeDo 2.0                                                                               |

У многих блоков имеется редактируемое белое поле для вводимых скретч-программистом параметров.
Блоки бывают шести видов: блоки стека, блоки-шапки, закрывающие блоки, С-блоки (или обвивающие блоки), булевые блоки и блоки ссылок.
Блоки стека (большая часть блоков) (англ. Stack Blocks) сверху имеют выемку, а снизу — выступ, с их помощью они объединяются в группу блоков, называемую стеком. Стеки можно копировать и перемещать как единый блок. Особой разновидностью блоков стека являются управляющие конструкции, такие как циклы — они имеют С-образную форму, и могут охватывать собой вложенный стек скретч-блоков.
Блоки-шапки (англ. Hats) имеют выпуклый верхний край и выступ для объединения снизу — они образуют «заголовки». К блокам-заголовкам относятся блоки «когда …» (англ. when …) из группы «События», позволяющие организовать обработчики сообщений: внешних — от клавиатуры и мыши, и внутренних — передаваемых между спрайтами и позволяющих объектно-ориентированное программирование в smalltalk-стиле.
Закрывающие блоки заканчивают скрипт. У них отсутствует выступ снизу и к ним нельзя присоединить блоки для дальнейшего исполнения программы.
С-блоки или обвивающие блоки представляют собой блоки с вырезом, куда можно поместить другие блоки. Они используются для создания циклов или логических условий. Все, кроме блока «Всегда» содержат также поле для булевого или блока-ссылки, определяющего дальнейший ход программы.
Булевые блоки или логические блоки представляют собой угловатые блоки с одним или несколькими вырезами под другой булевый блок или блок-ссылку. Его нельзя использовать как обычный блок, присоединив снизу к другому блоку. В зависимости от их наполнения они либо вернут значение «Правда» или «Ложь». С помощью них блоки «Если …, то» и «Повторять, пока не …» определяют ход программы.

Язык Scratch (как и Logo) оперирует числами, текстовыми строками, логическими значениями, а также списками, играющими роль динамических массивов.
Хотя архитектура скретч-программ в виде набора спрайтов Скретча, обменивающихся друг с другом событиями, напоминает объектно-ориентированную, Скретч не является объектно-ориентированным языком: в нём (ни в каком виде) нет механизмов наследования (в последних версиях расширенного диалекта скретча BYOB введено прототипное наследование).

## Исходный код
После выхода версии 0.18.1 исходный код Скретча был открыт на условиях Scratch Source Code License — представляющей собой простую копилефтную лицензию, с дополнительными ограничениями по неиспользованию оригинальных торговых марок (в более мягкой форме подобные ограничения включены, к примеру, в PHP License).
Код может быть загружен с официального сайта. Условия его использования и распространения следующие:

1. Вы не можете использовать слово «Scratch» для обозначения производных работ (за исключением фразы «на основе кода Scratch, созданного MIT Media Laboratory»),
2. Вы не можете использовать в производных работах логотип Scratch или официального кота Scratch, защищённого авторским правом,
3. Вы не можете реализовать возможность загружать проекты на любой другой веб-сайт кроме MIT Scratch (в настоящее время — на сайт http://scratch.mit.edu),
4. копии или производные работы должны сохранять уведомления об авторских правах и лицензии Scratch, и
5. исходный код производных работ должен оставаться доступным.

Оригинальный текст (англ.)
1. you cannot use the word "Scratch" to refer to derivative works (except in the phrase "Based on Scratch from the MIT Media Laboratory"),
2. you cannot use the Scratch logo or the official (copyrighted) Scratch cat in derivative works,
3. you cannot implement the ability to upload projects to any MIT Scratch website (currently, http://scratch.mit.edu),
4. copies or derivative works must retain the Scratch copyright notice and license, and
5. you must make the source code for derivative works available.

Распространяемый исходный код уже удовлетворяет данным условиям: в нём заменены логотип и спрайт с котом и удалён код сохранения Скретч-проекта на сайт.
Впрочем, поскольку Скретч (1.4) написан на Squeak, доступ к его исходным текстам существует и без предоставления их пользователю в явном виде — они хранятся вместе с результатом их компиляции в файле образа Smalltalk-системы.
13 мая 2014 исходный код Скретч 2.0 был открыт под лицензией GPLv2.

## Модификации и дальнейшее развитие
На основе исходного кода Scratch 1.4 был создан ряд модификаций языка, таких как:
- BYOB[7][8] (ныне Snap!)
- Panther[9][10]
- Slash[11][12] (модификация BYOB)

### BYOB (Snap!)
Разработан в Университете Беркли. Основным расширением языка, которое было введено в BYOB, стала возможность построения составных пользовательских блоков — аналога процедур обычных языков программирования. Поддерживаются рекурсия, замыкания и лямбда-выражения. Также добавлены отладчик и возможность компиляции в исполняемые файлы, вложенные спрайты, многомерные списки, улучшенная работа со скроллингом и компиляция исполняемых файлов. Начиная с версии 3.1 в BYOB добавлена поддержка ООП — спрайты BYOB теперь позволяют наследование на основе прототипов. Для этого в язык, в частности, введён механизм клонирования спрайтов.

### Panther
Panther — расширяет Скретч поддержкой drag-n-drop управления спрайтами, возможностью клонирования спрайтов (объектов), и подсистемой CYOB (которая, как и BYOB, позволяет создавать собственные командные блоки, но требует для этого знания языка Squeak (современный диалект Smalltalk, на котором написан Скретч и его модификации)).

### Механизм Mesh
И BYOB, и Panther включают поддержку механизма mesh, обеспечивающее взаимодействие скретч-программ через сеть посредством разделяемых переменных и посылки широковещательных сообщений.

### Slash
Slash дополняет возможности BYOB 3.0 новыми возможностями Panther: клонированием и перетаскиванием спрайтов (объектов).

### StarLogo TNG
В 2008 году в Массачусетском технологическом институте также разработан образовательный язык программирования StarLogo TNG, который расширяет возможности системы StarLogo возможностями трёхмерной графики и скретчподобным языком визуального блочного программирования. В отличие от оригинального OpenStarLogo и MIT Scratch — StarLogo TNG в настоящее время не является программным продуктом с открытым исходным кодом.

### Скретч 2.0
В феврале 2011 была выпущена первая онлайновая бета-версия Скретч 2.0, в который планируется включение некоторых из возможностей BYOB (таких, как создание пользовательских процедур), векторной графики, клонирование спрайтов, возможность групповой работы над проектами и т. д.. Официально бета-версия вышла в релиз 9 мая 2013.

### Скретч 3.0
Scratch 3.0 является третьей и текущей основной версией Scratch. Это полная переработка и повторная реализация Scratch, написанных на HTML5 и JavaScript. Он имеет новый, современный вид и дизайн. Он совместим со многими мобильными устройствами и не требует Flash. Выпущена 2 января 2019 года.
28 июня 2023 года в Scratch были добавлены высококонтрастные блоки, а цвет страницы был изменён с синего на фиолетовый.

### App Inventor
Ещё одной средой программирования, использующей стыковку визуальных логических блоков в стиле мозаики, стал App Inventor — экспериментальная система визуального программирования для платформы Android.
Более прямым аналогом языка Скретч на Android является язык Catroid, который разрабатывается в Институте Технологий Программного Обеспечения Технического Университета Граца в Австрии.